# Delizia di Belfiore

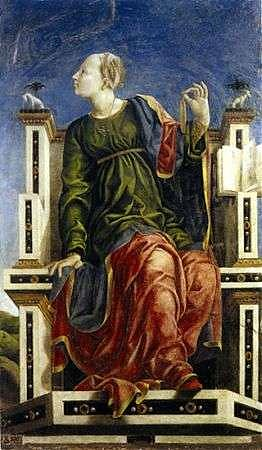
Urania vom Studiolo di Belfiore

Die Delizia di Belfiore war einer der monumentalen Paläste der Estes in Ferrara in der italienischen Region Emilia-Romagna und in der Umgebung der Stadt während der Herrschaft dieses Adelsgeschlechtes. Zur Zeit seines Baus galt der Palast als einer der wichtigsten und repräsentativsten.

## Geschichte
Die kulturelle Motivation, die mit dem Bau dieses Palastes verbunden war, passt zur üblichen Vorgehensweise der Estes in Ferrara, viel mehr, als zu der der Medicis in Florenz: nämlich, „in einem Landhaus zu wohnen“. Die Delizia di Belriguardo und die Villa di Consandolo waren wichtige Beispiele dieser Herangehensweise und die Delizia di Belfiore, die ebenfalls in den Außenbezirken der Stadt lag, war ihre letzte Bestätigung.
Die Delizia di Belfiore, die seit Jahrhunderten verschwunden ist, lag in der Nähe des letzten Teilstücks des Corso Ercole I d’Este im Nordwesten und in der Nähe der ebenfalls verschwundenen Kirche Santa Maria degli Angeli. Sie wurde Ende des 14. Jahrhunderts von Bartolino da Novarra im Auftrag von Albert V. d’Este errichtet.

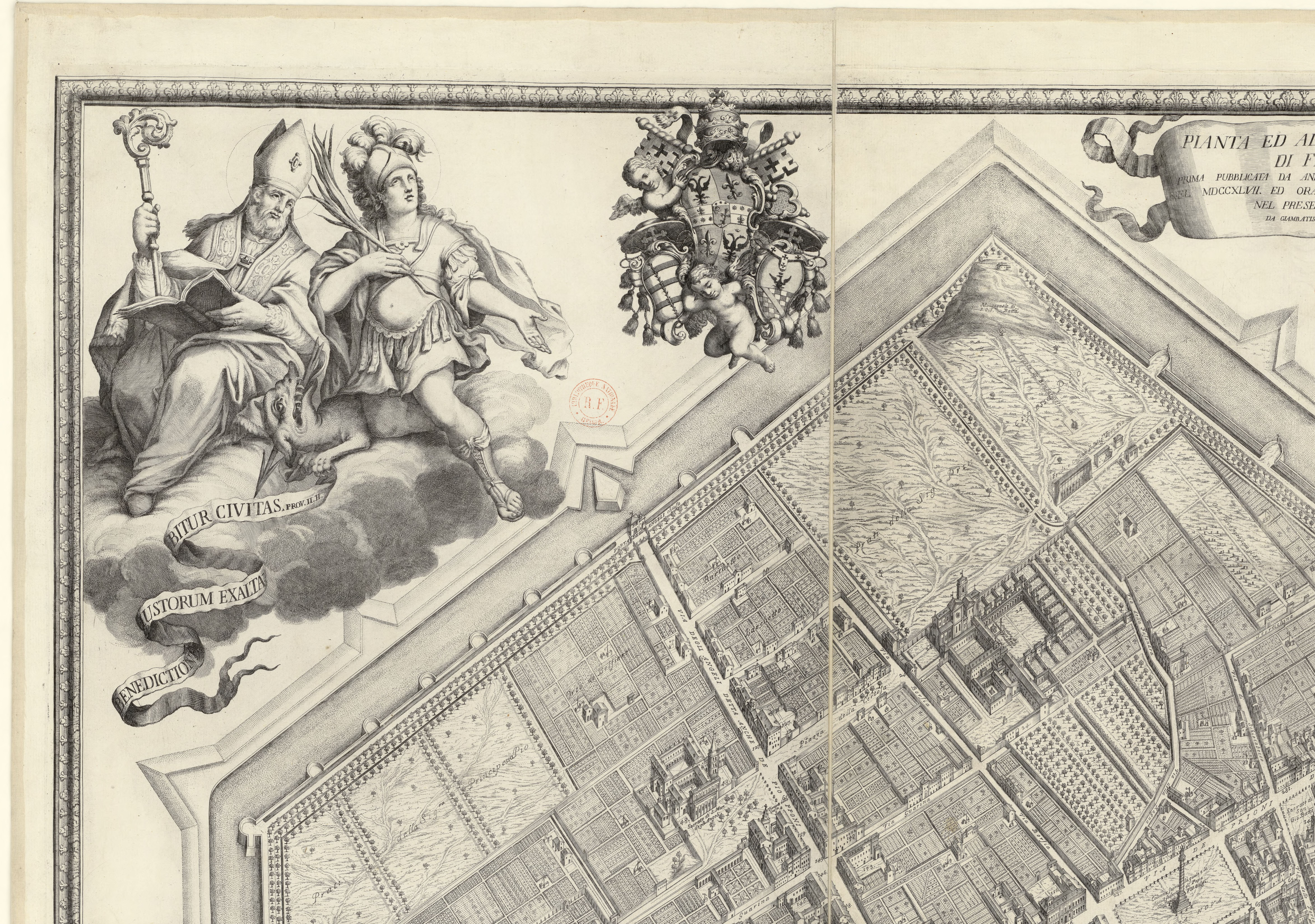
Grund- und Aufriss der Stadt Ferrara von Andrea Bolzoni. Das Gelände des Palastes, der zu der Zeit, als der Stich entstand, schon verschwunden war, ist als „Orto di Belfiore“ bezeichnet.

Lange nutzte Leonello d’Este den Palast (der ihn mit seinem wunderbaren Studiolo di Belfiore verschönerte) und später sein Nachfolger, Borso d’Este. Während des Krieges mit der Serenissima, 1493, wurde die Delizia di Belfiore besetzt und stark beschädigt. Die Venezianer kamen während des Konfliktes bei einigen Gelegenheiten den Mauern von Ferrara sehr nahe, die in dieser Zeit weiter nördlich, in Verbindung mit dem Castello Estense, verliefen, und besetzten auch die Kirche Santa Maria degli Angeli und den Certosa-Komplex, ein Kloster an der Stelle, an der Borso d’Este einen seiner kleinen Paläste hatte errichten lassen. 1632 wurde die Delizia di Belfiore nahezu vollständig durch einen Brand zerstört.

## Beschreibung
Der Palast wurde vor den Mauern der Stadt errichtet, umgeben von Vegetation und Gärten. Weiter nördlich sollte er durch den Parco del Barco erweitert und verschönert werden, ein Jagdrevier und Erholungsort für die Adligen des Hauses und ihre Gäste. In der Eingangsloggia gab es ein Fresko, das den Markgrafen Albert V. und sein Gefolge auf einem Jagdausflug darstellte. Viele Künstler arbeiteten an der Delizia di Belfiore, darunter auch Cosmè Tura, Francesco del Cossa und Ercole de’ Roberti. Herkules I. ließ die Delizia di Belfiore mit einer Mauer umgeben, um seinen Aufenthalt dort sicherer und abgeschiedener zu machen.